# 馮客
馮客（荷蘭語：Frank Dikötter；1961年11月30日—），荷蘭學者，中國歷史學家。現任香港大學歷史系講座教授，教授中國近代史。 2011年以《毛澤東的大饑荒——1958-1962年的中國浩劫史》獲塞繆爾·約翰遜獎。

## 觀點

### 对19世纪中国鸦片禁令看法
冯客在2003年所著《零号病人》（英文：Patient zero）和2004年所著《毒品文化》（英文：Narcotic culture）中认为“19世纪中国的鸦片禁令反而对中国人民造成的危害比毒品本身更大”。这些书籍在学术界获得很差的评价：历史学家凯瑟琳·L·洛德威克（Kathleen L. Lodwick）指出，《毒品文化》属于历史修正主义作品之一，试图美化通过鸦片贸易而获得财富的帝国主义，淡化其制造的社会问题。冯客并未重视参考文献的准确性，造成一些错误反复出现，而这些错误不仅仅是笔误。艾伦·鲍姆勒（Alan Baumler）在他对《毒品文化》的评论中写道，“作者不愿深入讨论现有文献，概念不清，证据使用存在疑问，这使得该研究未能充分发挥其潜力。”提摩太·布鲁克（Timothy Brook）则表示，《毒品文化》的作者提出了一些非常离奇的观点，这些观点不仅超越了现有的认知，甚至缺乏实际证据支撑，违背了常识。

### 对20世纪中国革命的看法
馮客質疑中國1949年為什麼需要「解放」，因為中國人早就被解放了。民國時期非常自由，比現在的中國開放許多。民國時期的中國有言論、結社、旅遊、出境、宗教、遷徙等自由。1949年以後所謂的解放反而把人民死死地捆綁起來，失去了任何自由。馮客強烈懷疑1949年之後書本上的中國歷史，他認為國外出版的書在歷史準確性的偏差比中國出版的書較小，但偏差還是很大。
冯客对于大跃进时期指出当时酷刑滥用频繁，死于暴力的人数超越柬埔寨波尔布特恐怖统治时的死亡总数；死于三年大饥荒的人多数是因惩罚性的中断食物供应而不是因为缺乏食物饿死。高压的政治措施导致了房屋、交通、土地和环境的破坏，人们也因为失去了一切而开始堕落，社会也开始崩溃。
冯客主張後人應該把毛澤東視為與希特勒和史達林一樣的人物，他們是令人髮指並專門奴役自己人民的暴君。對於西方一些左派對於毛抱有好感的現象，馮客認為是基於種族歧視：西方左派看到一個金髮碧眼的小孩被關在鐵絲網後面，會覺得這是悲劇；但是亞洲的數百萬人死亡，他們會覺得那不過是數字，並不在意。
馮客認為毛澤東發動文革的原因有兩個，一是對於赫魯雪夫修正主義的對策，希望自己成為國際社會主義陣營的領袖；二是擔心自己的歷史地位，毛為了避免像史達林一樣死後遭到批判和鞭屍，要消除一切可能反對毛的力量。

## 著作
馮客寫作了「人民三部曲」（People's Trilogy）：
1. 第一冊《毛澤東的大饑荒——1958-1962年的中國浩劫史》於2010年出版後，榮獲2011年塞繆爾·約翰遜獎[15]。然而，学术评论对该书的评价则持批评态度：维也纳大学的中国历史和政治讲师费利克斯·温迈尔（Felix Wemheuer）批评冯客的书未能解释局部地区的毁灭和死亡差异，忽略了毛泽东应对饥荒的努力，并因其政治主张偏见而缺乏严谨的论点，试图将中国的共产主义归纳为恐怖。[16]饥荒学者、都柏林大学经济学教授科科马克·奥·格拉达批评该书“更像是关于暴行的轶事目录，而非持续的分析性论证”，并指出它未能提及“书中描述的许多恐怖事件在过去一个多世纪的中国历史中反复出现”。[17]社会历史学家安东尼·加诺特（Anthony Garnaut）认为，冯客做的比较与取样不符合学术要求，他对楊繼繩的指控也令人感到困惑。[18]加诺特还提到，冯客无视了参考文献中明确的记录。安德鲁·G·魏昂德认为，冯客的对死亡人数过高的估计无法与年龄特定的人口数据相吻合。[19]
2. 第二冊《解放的悲劇——1945-1957年的共黨革命史（英语：The Tragedy of Liberation）》於2013年出版，记录了中国共产党领导的中国对普通人民生活的影响，入圍2014年歐威爾獎（英语：Orwell Prize）[20][21][22]。《星期日泰晤士報》的書評認為，馮客的著作會使主流學術界對中國近代史的解讀發生重大改變，《劍橋中國史》第14卷《中華人民共和國史上卷》必須重寫[23]。但学术界的评论则更加被批评。费利克斯·温迈尔在对《解放的悲剧》的评论中写道：“冯客基于新资料重新讲述了冷战早期的旧故事。虽然许多记者在评论中盛赞《解放的悲剧》，但大多数西方历史学家、政治学家和社会学家提供了更为复杂的早期中国历史研究，涵盖了不同的经历和地方差异。寻找可信的替代叙事是一项巨大的任务，值得现代中国学者进一步研究。不幸的是，冯客在《人民三部曲》中对中国革命的谴责，需要的不仅仅是用几个新的个案来研究。”[24]利兹大学的中国历史讲师亚当·卡特卡特指出，冯客在使用资料时存在问题。[25][26]布莱恩·德马雷批评冯客在《解放的悲剧》中暗示地主是共产党捏造的虚构概念。[27]德马雷写道：“由于冯客的措辞选择，许多读者认为他是在主张中国没有地主。然而，他引用的资料实际上是我在加州大学洛杉矶分校的论文，其中讨论了‘地主’这个词在中国农村是个外来词汇[…]。当然，中国确实有许多地主。”[27]
3. 第三冊《文化大革命：人民的历史，1962-1976》於2016年5月出版[28]。《文化大革命》详细记述了中国的文化大革命。《卫报》的朱莉娅·洛夫尔（Julia Lovell）称其为罗德里克·麦克法夸尔和迈克尔·舍恩豪斯的《毛的最后革命》的延续，书中更深入地使用了来自中国地方档案的证据，并挖掘了文化大革命的意外社会经济后果，包括私营经济的增长。[29]丹尼尔·里瑟（Daniel Leese）指出了该书的四个问题：缺乏对许多地方性事例在其特定环境中的分析或解释，缺乏对因果关系的全面分析，忽视了意识形态在毛泽东发动文化大革命中的作用，以及分析概念与党内语言之间界限不清。[30]法比奥·兰扎（Fabio Lanza）在其书评中写道，冯客屡次提出有争议的观点，但没有提供足够的证据支持，并用引人注目但非常可疑的细节描述事件。兰扎总结道，冯客的作品“并没有增加我们对文化大革命的理解。相反，作为一部面向大众市场的时期评估，它违背了中国历史研究领域长期以来的努力，即提供细致入微、信息丰富、历史严肃性且真正创新的分析。”[31]伊恩·约翰逊（Ian Johnson）在他的评论中指出，冯客的作品缺乏细腻性，并且他的反主流观点，例如冯客声称毛泽东时期的识字率和公共卫生水平有所下降等观点缺乏坚实的依据。[32]

毛泽东传记的作者菲利普·肖特写道：“冯客的错误出奇地一致，所有错误都强化了他对毛泽东及其领导集体的指控。”肖特指出，冯客书中的主要问题在于他没有提供说明毛泽东及其同僚为何会做出这些决定的可信的解释。肖特认为，冯客的书“意在控诉，而不是对所描述时期的客观叙述。”
主要著作列表：
- 1992: The Discourse of Race in Modern China 《近代中國之種族觀念》. Stanford, CA: Stanford University Press. ISBN 9780804719940
- 1995: Sex, culture and modernity in China: Medical science and the construction of sexual identities in the early republican period《性、文化與現代化：民國時期的醫學與性控制》. Hong Kong: Hong Kong University Press. ISBN 9789882202733
- 1997: The construction of racial identities in China and Japan. Hong Kong: Hong Kong University Press. ISBN 9789882204225
- 1998: Imperfect conceptions: Medical knowledge, birth defects and eugenics in China《不完善的懷孕：中國的醫學知識、生育缺陷和優生學》
- 2002: Crime, punishment and the prison in modern China《近代中國的犯罪、懲罰與監獄》. New York: Columbia University Press. ISBN 9780231125086
- 2003: 'Patient zero': China and the myth of the opium plague. London : School of Oriental and African Studies, University of London. ISBN 9780728603578
- 2004: Narcotic culture: A history of drugs in China《麻醉文化：中國毒品史》. Chicago: University of Chicago Press. ISBN 9780226149059.
- 2007: Exotic commodities: Modern objects and everyday life in China. New York: Columbia University Press. ISBN 9780231141161
- 2007: Cultures of confinement : a history of the prison in Africa, Asia and Latin America. Ithaca, N.Y.: Cornell University Press. ISBN 9780801446306
- 2008: China before Mao: The Age of Openness《開放時代：毛以前的中國》. Hong Kong: Hong Kong University Press. ISBN 9789882205642
- 2010: Mao's Great Famine: The History of China's Most Devastating Catastrophe, 1958–62 《毛澤東的大饑荒——1958-1962年的中國浩劫史》. ISBN 978-0-8027-7768-3
- 2013: The Tragedy of Liberation: A History of the Communist Revolution, 1945–1957. New York: Bloomsbury Press. ISBN 9781620403471，中文繁體版:（《解放的悲劇：中國革命史1945-1957（當代中國史學家馮客三部曲）》 （页面存档备份，存于），聯經出版社，2018年，ISBN 9789570850895）
- 2016: The Cultural Revolution: A People's History, 1962-1976. 《文化大革命：人民的历史，1962-1976》. ISBN 9781632864215
- 2019: How to be a dictator: The cult of personality in the twentieth century[34]《獨裁者養成之路：八個暴君領袖的崛起與衰落，迷亂二十世紀的造神運動》，聯經出版社，2021年，ISBN 9789570856774。
- 2022: China After Mao: The Rise of a Superpower.New York: Bloomsbury Press.  ISBN 9781639730513，中文繁體版:《毛澤東之後的中國：一個強國崛起的真相》，聯經出版公司，2024年， ISBN 9789570872583

## 獎項
- 2011: 塞繆爾·約翰遜獎